# 高橋城
高橋 城（たかはし くに、1939年 - 2023年6月22日）は、日本の作曲家。主に宝塚歌劇団の劇中音楽を担当しており、1993年より優先契約を結んでいる。妻は宝塚歌劇団卒業生の美野真奈（元花組娘役、在団1971年 - 1986年、宝塚歌劇団57期生）。

## 略歴
京都府出身。戦前に歌劇団の作曲家をしていたこともある父・高橋半の影響で、幼いころから音楽に親しんで育つ。
同志社大学文学部卒業後、南安雄に師事し、作曲家として活動するようになる。1969年に関西テレビの宝塚歌劇団関連番組に参加したことがきっかけで、1974年から宝塚大劇場の作品に参加するようになる。

## 主な楽曲

### 宝塚歌劇団
- 『心の翼』（テンダー・グリーン）
- 『星空のボレロ』（オルフェウスの窓）
- 『夜明け』（ロマノフの宝石）
- 『かわらぬ思い』（ブラック・ジャック 危険な賭け）
- 『Bhues Requiem』（凍てついた明日）
- 『サザンクロス・レビュー』（サザンクロス・レビュー）
- 『硝子の空の記憶』（パッサージュ）
- 『メメント・モリ』（タランテラ!）
- 『ラストソング』（ロジェ）
- 『永遠のカノン』（カノン）

他多数。

### 歌謡曲
- 大屋政子『政子ちゃん音頭』（作曲）
- ラブ・ウィンクス『恋のコマンド』（作曲）

### その他
- 『ノックは無用!』（関西テレビ放送） - 音楽担当
- 『せんせ ほんまにほんま』（NHKみんなのうた） - 編曲